# Sân vận động Quốc tế Jaber Al-Ahmad
Sân vận động Quốc tế Jaber Al-Ahmad (tiếng Ả Rập: ملعب جابر الأحمد الدولي) là một sân vận động đa năng nằm ở khu vực Ardhiyah của Thành phố Kuwait, Kuwait. Được hoàn thành vào năm 2009, sân được sử dụng chủ yếu cho các trận đấu bóng đá và điền kinh. Sân vận động có sức chứa 60.000 chỗ ngồi, gồm 4 tầng, bao gồm 54 phòng điều hành và bãi đậu xe với sức chứa 6.000 ô tô. Sân dự kiến sẽ được khánh thành vào quý II năm 2010, nhưng việc kiểm tra tính toàn vẹn cấu trúc của sân vận động đã thất bại do tính toán sai lầm của các kỹ sư kết cấu khiến sân vẫn tiếp tục đóng cửa trong gần nửa thập kỷ. Sân cuối cùng đã được khánh thành vào ngày 18 tháng 12 năm 2015. Hiện tại, đây là sân nhà của đội tuyển bóng đá quốc gia Kuwait.
Sân vận động được đặt tên theo Quốc vương quá cố của Kuwait, Sheikh Jaber Al-Ahmad Al-Sabah. Kuwait đã ăn mừng chức vô địch Cúp bóng đá vịnh Ả Rập lần thứ 20 tại sân vận động này.

## Lịch sử

### Trận đấu đầu tiên
Là một trận đấu giao hữu giữa đội tuyển Kuwait và đội tuyển Bahrain và kết thúc với tỉ số 3-1 nghiêng về Bahrain.
| 8 tháng 10 năm 2010 | Kuwait         | 1 – 3 | Bahrain                                            | Thành phố Kuwait, Kuwait                                                 |  |
|                     | Ahmad Ajab 66' |       | Ismaeel Latif 9' · Fouzi Ayesh 47' · Salma Isa 51' | Sân vận động: Sân vận động Quốc tế Jaber Al-Ahmad Lượng khán giả: 10.000 |  |

### Trận đấu thứ hai
| 12 tháng 10 năm 2010 | Kuwait         | 3 – 1 | Việt Nam | Thành phố Kuwait, Kuwait                                                 |  |
|                      | Ahmad Ajab 66' |       |          | Sân vận động: Sân vận động Quốc tế Jaber Al-Ahmad Lượng khán giả: 10.000 |  |

### Cúp AFC 2010
Trận đấu chính thức đầu tiên được tổ chức tại sân vận động là trận chung kết AFC Cup 2010 giữa Qadsia SC và Al-Ittihad SC, trận đấu kết thúc với tổng số là 59.783 khán giả và tỉ số là 1–1. Tỉ số cuối cùng là 4–2 trên chấm phạt đền nghiêng về câu lạc bộ của Syria.
| 6 tháng 11 năm 2010                            | Al-Qadsia    | 1 – 1 (s.h.p.) (2 – 4 p)       | Al-Ittihad | Sân vận động Quốc tế Jaber Al-Ahmad, Thành phố Kuwait            |  |
| 19:00 (UTC+3)                                  | Al Enezi 29' | Report                         | Dyab 53'   | Lượng khán giả: 58.604 Trọng tài: Khalil Al Ghamdi (Ả Rập Xê Út) |  |
|                                                |              | Loạt sút luân lưu              |            |                                                                  |  |
| Al Ansari · Al Bloushi · Al Khatib · Al Mejmed |              | Hemidi · Dyab · Dakka · Kalaji |            |                                                                  |  |

### Cải tạo
Vào năm 2010, sau khi trận chung kết AFC Cup 2010 bắt đầu xảy ra sự cố với sân vận động dẫn đến việc đóng cửa sân vận động vào năm 2011. Việc cải tạo bắt đầu vào năm 2014 và kết thúc vào năm 2015.

### Mở cửa trở lại
Việc mở cửa trở lại được công bố vào ngày 28 tháng 11 năm 2015 cho Challenge Champions Kuwait 2015, nơi Sabah Al-Ahmad Al-Jaber Al-Sabah đến dự lễ khai mạc. Trận đấu diễn ra giữa Kuwait XI và World Stars XI, trận đấu đã kết thúc với chiến thắng 4–2 cho Kuwait. LET'S PLAY!, chương trình khai mạc đã được thực hiện ngay trước trận đấu. Chương trình đa phương tiện đó được sản xuất bởi Laser System Europe và Groupe F. Chương trình được viết và đạo diễn bởi Rodolph Nasillski.
FIFA đã cấm Kuwait vào tháng 10 năm 2015, vì vậy Steven Gerrard, Xavi và Andrea Pirlo không thể đến vì họ chơi ở các giải đấu trong các hiệp hội vẫn còn thuộc FIFA và không bị cấm.

### 2015-16

#### Cúp Hoàng tử Kuwait
Trận chung kết Cúp Hoàng tử giữa Kuwait SC và Al-Salmiya SC đã được tổ chức tại đó. KFA đã được cấp 150.000 KD để tổ chức trận chung kết. Buổi trình diễn cuối cùng diễn ra ngay trước khi trận đấu diễn ra và đã bao gồm các giải thưởng cho đội khách là điện thoại, ô tô, máy tính. Ngoài ra còn có màn bắn pháo hoa trước và sau trận đấu.
Trận đấu được diễn ra vào Thứ Ba ngày 12 tháng 1 năm 2016. Trọng tài là Ahmed Al-Ali.
Trận đấu kết thúc với chiến thắng 1–0 cho Al-Salmiya SC trước Kuwait SC trong trận chung kết Cúp Hoàng tử Kuwait 2015-16 và mang lại cho Al-Salmiya chức vô địch chính thức thứ 9 và là đội đầu tiên giành chức vô địch tại sân vận động này.
| 12 tháng 1 năm 2016 | Kuwait SC | 0 – 1 | Al-Salmiya SC   | Sân vận động Quốc tế Jaber Al-Ahmad |  |
| 17:30 (KSA)         |           |       | Faisal Al Enezi |                                     |  |

#### Cúp Emir Kuwait
KFA quyết định chỉ tổ chức trận chung kết Cúp Emir Kuwait. Đó sẽ là trận đấu giữa Al-Arabi SC và Kuwait SC. Trận đấu được diễn ra vào ngày 5 tháng 4 năm 2016 vào lúc 19:00 UTC+3 và kết thúc với chiến thắng 3–1 cho Kuwait SC. Kuwait SC đã giành được Emir Cup lần thứ 11 và là đội thứ hai giành chức vô địch quốc nội tại sân vận động này.
| 5 tháng 4 năm 2016 | Al-Arabi SC           | 1 – 3  | Kuwait SC                                                | Sân vận động Quốc tế Jaber Al-Ahmad, Thành phố Kuwait |  |
| 19:00 (UTC+3)      | Hussain Al-Musawi 60' | Report | Yassine Salhi 3' · Talal Al-Enizi 9' · Yassine Salhi 19' | Lượng khán giả: 42.604                                |  |

### 2016-17

#### Siêu cúp Kuwait 2016
KFA đã quyết định rằng Sân vận động Quốc tế Jaber sẽ tổ chức Siêu cúp vào ngày 23 tháng 9 sau hai lần bị hoãn, các ngày diễn ra là 21 tháng 9 và 9 tháng 9. Trận đấu sẽ là nhà vô địch giải Ngoại hạng Qadsia SC đấu với nhà vô địch cúp Emir Kuwait SC. Kuwait SC thắng 3–2 trên chấm luân lưu sau khi hòa 2–2 trong thời gian thi đấu.
| 23 tháng 9 năm 2016 | Kuwait SC | 2 – 2 (3 – 2 p) | Qadsia SC | Sân vận động Quốc tế Jaber Al-Ahmad |
| Chung kết           |           |                 |           |                                     |

#### Các trận đấu giải Ngoại hạng Kuwait 2016-17
Trong mùa giải, một vài tuần trận đấu được diễn ra trên sân vận động do thiếu sân vận động do Burgan SC tham gia giải đấu, trong khi 2 đội khác đang cải tạo các sân vận động của riêng họ, một trong những trận đấu này bao gồm Kuwaiti Classico.
| 28 tháng 9 năm 2016 | Sahel SC | 0 – 1 | Qadsia SC           | Vòng 1 |
|                     |          |       | Bader Al-Mutawa 12' |        |

| 28 tháng 9 năm 2016 | Al-Sulaibikhat SC | 1 – 2 | Kuwait SC                       | Vòng 1 |  |
|                     | Mishaal Deyab 61' |       | Khalid Ajab 28' Adel Arhily 93' |        |  |

| 14 tháng 10 năm 2016 | Al-Arabi SC | 0 – 0 | Al-Salmiya SC | Vòng 2 |  |
|                      |             |       |               |        |  |

| 21 tháng 10 năm 2016 | Al-Fahaheel FC | 2 – 0 | Al-Jahra SC | Vòng 4 |  |
|                      |                |       |             |        |  |

| 21 tháng 10 năm 2016 | Al Tadhamon SC | 0 – 2 | Al-Salmiya SC | Vòng 4 |  |
|                      |                |       |               |        |  |

| 28 tháng 10 năm 2016 | Al-Jahra SC | 0 – 2 | Qadsia SC | Vòng 5 |  |
|                      |             |       |           |        |  |

| 28 tháng 10 năm 2016 | Al-Fahaheel FC | 0 – 4 | Kazma SC | Vòng 5 |  |
|                      |                |       |          |        |  |

| 24 tháng 12 năm 2016 | Al-Tadhamon SC | 3 – 0 | Khaitan SC | Vòng 8 |  |
|                      |                |       |            |        |  |

| 25 tháng 12 năm 2016 | Al-Nasr SC | 1 – 1 | Al-Salmiya SC | Vòng 8 |  |
|                      |            |       |               |        |  |

| 29 tháng 12 năm 2016 | Al-Tadhamon SC | 1 – 1 | Al-Sahel SC | Vòng 9 |  |
|                      |                |       |             |        |  |

| 30 tháng 12 năm 2016 | Al-Shabab SC | 0 – 1 | Al-Salmiya SC | Vòng 9 |  |
|                      |              |       |               |        |  |

| 3 tháng 1 năm 2017 | Kazma SC | 0 – 2 | Kuwait SC | Vòng 10 |  |
|                    |          |       |           |         |  |

| 4 tháng 1 năm 2017 | Al-Shabab SC | 0 – 0 | Al-Sulaibikhat SC | Vòng 10 |  |
|                    |              |       |                   |         |  |

#### Cúp Hoàng tử Kuwait 2016-17
Tương tự như giải đấu mùa giải đó do thiếu sân vận động nên một số trận đấu sẽ diễn ra trên sân vận động này.
| 8 tháng 12 năm 2016 | Al-Shabab SC | 2 – 7 | Kazma SC | Vòng 5 Bảng B |  |
|                     |              |       |          |               |  |

| 12 tháng 12 năm 2016 | Kazma SC | 4 – 2 | Burgan SC | Vòng 6 Bảng B |  |
|                      |          |       |           |               |  |

| 16 tháng 12 năm 2016 | Al-Arabi SC | 0 – 0 | Kuwait SC | Vòng 7 Bảng B |  |
|                      |             |       |           |               |  |

##### Bán kết
| 21 tháng 12 năm 2016 | Qadsia SC | 4 – 0 | Al-Salmiya SC | Sân vận động Quốc tế Jaber Al-Ahmad |  |
|                      |           |       |               |                                     |  |

| 21 tháng 12 năm 2016 | Kuwait SC | 5 – 0 | Al-Jahra SC | Sân vận động Quốc tế Jaber Al-Ahmad |  |
|                      |           |       |             |                                     |  |

##### Chung kết
| 17 tháng 1 năm 2017 | Qadsia SC | 0 – 0 (s.h.p.) (3 – 5 p) | Kuwait SC | Sân vận động Quốc tế Jaber Al-Ahmad |
| Chung kết           |           |                          |           |                                     |

#### Cúp Emir Kuwait 2016-17
| 21 tháng 2 năm 2017 | Kazma SC | 2 – 4 | Kuwait SC | Sân vận động Quốc tế Jaber Al-Ahmad |
| Chung kết           |          |       |           |                                     |

### 2017-18

#### Siêu cúp Kuwait 2017
| 7 tháng 9 năm 2017 | Kuwait SC | 0 – 0 (5 – 4 p) | Qadsia SC | Sân vận động Quốc tế Jaber Al-Ahmad |
| Chung kết          |           |                 |           |                                     |

#### Cúp Hoàng tử Kuwait 2017-18
| 16 tháng 11 năm 2017 | Al-Salmiya SC | 1 – 1 | Qadsia SC | Bảng B Vòng 1 |  |
|                      |               |       |           |               |  |

| 28 tháng 11 năm 2017 | Kazma SC | 3 – 1 | Al-Jahra SC | Bảng B Vòng 3 |  |
|                      |          |       |             |               |  |

| 9 tháng 12 năm 2017 | Kuwait SC | 2 – 1 | Al-Arabi SC | Bảng A Vòng 4 |  |
|                     |           |       |             |               |  |

##### Chung kết
| 30 tháng 1 năm 2018 | Kuwait SC | 1 – 1 (s.h.p.) (5 – 6 p) | Qadsia SC | Chung kết |  |
|                     |           |                          |           |           |  |

#### Cúp bóng đá vịnh Ả Rập 2017
Cúp vùng Vịnh trở lại Kuwait sau 3 năm và sau khi Lệnh cấm của FIFA được dỡ bỏ, AGCFF đã quyết định chuyển quốc gia đăng cai cho Kuwait. Oman lần thứ 2 đăng quang ngôi vô địch sau khi đánh bại UAE trên chấm luân lưu trong trận chung kết.

##### Vòng bảng
| 22 tháng 12 năm 2017 | Kuwait           | 1 – 2    | Ả Rập Xê Út                     | Bảng A                                                    |  |
| 18:30                | - Al Buraiki 60' | Chi tiết | - Al-Moasher 13' - Fallatah 52' | Lượng khán giả: 59.762 Trọng tài: Ali Abdulnabi (Bahrain) |  |

| 22 tháng 12 năm 2017 | Oman | 0 – 1    | UAE                    | Bảng A                      |  |
| 21:00                |      | Chi tiết | - Mabkhout 28' (ph.đ.) | Trọng tài: Ali Sabah (Iraq) |  |

| 25 tháng 12 năm 2017 | Ả Rập Xê Út | 0 – 0    | UAE | Bảng A                                                     |  |
| 17:30                |             | Chi tiết |     | Lượng khán giả: 47.556 Trọng tài: Aziz Asimov (Uzbekistan) |  |

| 25 tháng 12 năm 2017 | Kuwait | 0 – 1    | Oman                    | Bảng A                                                    |  |
| 20:00                |        | Chi tiết | Al-Mahaijri 58' (ph.đ.) | Lượng khán giả: 58.583 Trọng tài: Saoud Al-Athbah (Qatar) |  |

| 28 tháng 12 năm 2017 | Kuwait | 0 – 0    | UAE | Bảng A                                             |  |
| 18:30                |        | Chi tiết |     | Lượng khán giả: 24.563 Trọng tài: Ali Sabah (Iraq) |  |

| 29 tháng 12 năm 2017 | Qatar                   | 1 – 1    | Bahrain       | Bảng B                                                     |  |
| 18:30                | Al-Haydos 45+5' (ph.đ.) | Chi tiết | Ali Madan 57' | Lượng khán giả: 23.412 Trọng tài: Aziz Asimov (Uzbekistan) |  |

##### Bán kết
| 2 tháng 1 năm 2018 | Oman                   | 1 – 0    | Bahrain |                                                                      |  |
| 17:15              | M. Al Jabar 29' (l.n.) | Chi tiết |         | Lượng khán giả: 19.534 Trọng tài: Hettikamkanamge Perera (Sri Lanka) |  |

| 2 tháng 1 năm 2018                          | Iraq | 0 – 0 (s.h.p.) (2 – 4 p)                     | UAE |                                                            |  |
| 20:30                                       |      | Chi tiết                                     |     | Lượng khán giả: 27.142 Trọng tài: Aziz Asimov (Uzbekistan) |  |
|                                             |      | Loạt sút luân lưu                            |     |                                                            |  |
| - Abdul-Zahra - Abdul-Amir - Tariq - Attwan |      | - Mabkhout - Abdulrahman - Esmaeel - Barqesh |     |                                                            |  |

##### Chung kết
| 5 tháng 1 năm 2018                                                | Oman | 0 – 0 (s.h.p.) (5 – 4 p)                                | UAE              |                                                       |  |
| 17:30                                                             |      | Chi tiết                                                | - O. Abdulrahman | Lượng khán giả: 56.344 Trọng tài: Ali Shaban (Kuwait) |  |
|                                                                   |      | Loạt sút luân lưu                                       |                  |                                                       |  |
| - Al-Muqbali - Al-Mukhaini - Al-Mahaijri - Al-Ruzaiqi - Al-Khaldi |      | - Mabkhout - Barman - Ismail - Barqesh - O. Abdulrahman |                  |                                                       |  |

#### Các trận đấu giao hữu
| 25 tháng 3 năm 2018 | Kuwait           | 1 – 3    | Cameroon                        |                                                                                       |  |
| 18:30               | - Al-Tararwa 61' | Chi tiết | - Al-Moasher 13' - Fallatah 52' | Lượng khán giả: 4.762 Trọng tài: Adel Al Naqbi (Các Tiểu vương quốc Ả Rập Thống nhất) |  |

| 25 tháng 5 năm 2018 | Kuwait         | 1 – 1    | Ai Cập       |                                     |  |
| 18:30               | - Al Ansari 7' | Chi tiết | - Ashraf 81' | Lượng khán giả: 24.322 Trọng tài: ) |  |

#### Cúp Emir 2017-18
| 25 tháng 4 năm 2018 | Qadsia SC | 0 – 3 | Al-Arabi SC | Vòng 16 đội |  |
|                     |           |       |             |             |  |

##### Chung kết
| 8 tháng 5 năm 2018 | Al-Arabi SC | 0 – 3 | Kuwait SC | Sân vận động Quốc tế Jaber Al-Ahmad |
|                    |             |       |           | Lượng khán giả: 23.465              |

### 2018-19
Với việc bắt đầu tiến hóa và mở rộng ở Kuwait do Hiệp hội bóng đá Kuwait tổ chức, đây là lần đầu tiên mùa giải bóng đá bắt đầu vào đầu tháng 8 này.

#### Cúp Hoàng tử Kuwait 2018-19
| 28 tháng 2 năm 2019 | Qadsia SC | 0-1 | Kuwait SC | Chung kết |  |
|                     |           |     |           |           |  |

## Thành tích

### Tham dự nhiều nhất và chiến thắng nhiều nhất
Tính đến 28 tháng 2 năm 2019

#### Câu lạc bộ
| Câu lạc bộ        | Tham dự | Thắng | Hòa | Thua |
| ----------------- | ------- | ----- | --- | ---- |
| Kuwait SC         | 13      | 10    | 1   | 2    |
| Kazma SC          | 6       | 4     | 0   | 2    |
| Al-Salmiya SC     | 7       | 3     | 3   | 1    |
| Qadsia SC         | 10      | 4     | 1   | 5    |
| Al-Ittihad SC     | 1       | 1     | 0   | 0    |
| Al-Tadhamon SC    | 2       | 1     | 1   | 0    |
| Al-Fahaheel FC    | 2       | 1     | 0   | 1    |
| Al-Nasr SC        | 1       | 0     | 1   | 0    |
| Al-Arabi SC       | 6       | 1     | 2   | 3    |
| Khaitan SC        | 1       | 0     | 0   | 1    |
| Al-Shabab SC      | 3       | 0     | 1   | 2    |
| Burgan SC         | 1       | 0     | 0   | 1    |
| Sahel SC          | 2       | 0     | 1   | 1    |
| Al-Sulaibikhat SC | 2       | 0     | 1   | 1    |
| Al-Jahra SC       | 3       | 0     | 0   | 3    |

#### Đội tuyển quốc gia
| Đội tuyển   | Tham dự | Thắng | Hòa | Thua |
| ----------- | ------- | ----- | --- | ---- |
| Oman        | 4       | 3     | 0   | 1    |
| UAE         | 5       | 2     | 2   | 1    |
| Ả Rập Xê Út | 2       | 1     | 1   | 0    |
| Cameroon    | 1       | 1     | 0   | 0    |
| Bahrain     | 3       | 1     | 1   | 1    |
| Kuwait      | 7       | 1     | 2   | 4    |
| Qatar       | 1       | 0     | 1   | 0    |
| Ai Cập      | 1       | 0     | 1   | 0    |
| Iraq        | 1       | 0     | 0   | 1    |
| Việt Nam    | 1       | 0     | 0   | 1    |

### Bàn thắng
- Số bàn thắng ghi được trong sân vận động: 106
- Ghi bàn trong hiệp một: 44
- Ghi bàn trong hiệp hai: 62
- Ghi bàn trong hiệp phụ: 0

### Kỷ lục
- Đội chơi nhiều nhất ở sân vận động: Kuwait SC (10 lần)
- Trận đấu có nhiều bàn thắng nhất: 9 bàn (Kazma SC 7-2 Al-Shabab SC)
- Đội chiến thắng nhiều nhất ở sân vận động: Kuwait SC (7 lần)
- Đội thua nhiều nhất: Qadsia SC (3 lần)
- Bàn thắng đầu tiên ở sân vận động: Ismail Abdul-Latif
- Cầu thủ nhận thẻ đỏ đầu tiên: Hussain Ali Baba